# کارن هامبارتسومیان
کارن هوهانسی هامبارتسومیان (ارمنی: Կարեն Հովհաննեսի Համբարձումյան؛ زادهٔ ۱۶ نوامبر ۱۹۸۲) یک اقتصاددان و سیاستمدار اهل ارمنستان است که از تاریخ ۲۰۱۹ تا کنون سمت نمایندگی دوره‌های هفتم و هشتم مجلس ملی جمهوری ارمنستان را برعهده دارد.

## زندگی‌نامه
در ۱۶ نوامبر ۱۹۸۲ در سیسیان به دنیا آمد و از دانشگاه پلی‌تکنیک ارمنستان فارغ‌التحصیل شد. 